# Api Ratuniyarawa

a Compétitions nationales et continentales officielles uniquement.

b Matchs officiels uniquement.
Dernière mise à jour le 7 août 2023.
Apisalome "Api" Ratuniyarawa, né le 11 juillet 1986 à Sigatoka (Fidji), est un joueur international fidjien de rugby à XV évoluant au poste de deuxième ligne. Il mesure 1,98 m pour 115 kg.

## Biographie
Il est le frère de Sekonaia Kalou, ancien deuxième ligne d'Otago et de l'US bressane, et qui est lui aussi international fidjien.
En novembre 2023, il est arrêté par la police britannique pour avoir commis plusieurs agressions sexuelles lors de sorties nocturnes à Cardiff. Plaidant coupable pour une partie des charges, il est finalement condamné en janvier 2024 à deux ans et dix mois de prison ferme,.

## Carrière

### En club
Api Ratuniyarawa a fait ses débuts en tant qu'amateur aux Fidji avec le club de Naitasiri avec qui il évolue jusqu'en 2012.
En 2011, il rejoint la province néo-zélandaise de Poverty Bay en Heartland Championship, avant de rejoindre North Harbour l'année suivante, pour disputer l'ITM Cup.
Il signe au SU Agen (Pro D2) en août 2013, en tant que joker médical de Léo Bastien. Après de bonnes performances, son contrat est prolongé sur une plus longue durée.
Agen et Api Ratuniyarawa accèdent au Top 14 à la suite de leur victoire lors de la finale d'accession 2015 face au Stade montois. Le club Lot-et-Garonnais ne restera cependant qu'une saison en Top 14 et retourne en Pro D2 pour la saison 2016-2017.
En septembre 2016, il quitte la France pour l'Angleterre où il rejoint pour une saison les Northampton Saints qui évoluent en Premiership. En janvier 2018, il prolonge son contrat avec son club jusqu'en 2020. Il prolonge à nouveau son contrat avec Northampton en avril 2020. Il joue son centième match avec les Saints en juin 2021. Au terme de la saison 2021-2022, il n'est pas conservé et quitte le club.
Après son départ de Northampton, il s'engage à l'âge de 36 ans avec les London Irish, évoluant dans le même championnat. Beaucoup utilisé lors de sa première saison, il est toutefois contraint de quitter le club en juin 2023 lorsque celui-ci est suspendu de toutes compétitions pour insolvabilité financière,.
Il rejoint ensuite l'Aviron bayonnais en Top 14, pour un contrat de joker Coupe du monde. Il ne joue qu'un seul match avec le club basque, avant de le quitter en octobre 2023 lorsqu'il rejoint le groupe fidjien disputant la Coupe du monde.

### En équipe nationale
Api Ratuniyarawa représente les Fiji Warriors (équipe des Fidji A) entre 2009 et 2011, disputant notamment la Pacific Rugby Cup,.
Il obtient sa première cape internationale avec l'équipe des Fidji le 10 novembre 2012 à l'occasion d'un test-match contre l'équipe d'Angleterre à Twickenham.
Il fait partie du groupe fidjien sélectionné pour participer à la Coupe du monde 2015 en Angleterre. Il dispute deux matchs contre l'Angleterre et l'Uruguay.
En 2019, il fait partie du groupe de 31 joueurs retenu pour disputer la Coupe du monde au Japon. Il joue trois rencontres lors de la compétition, contre l'Uruguay, la Géorgie et le pays de Galles.
En juillet 2023, alors qu'il participe à la préparation pour la Coupe du monde 2023, il décide finalement de quitter le groupe fidjien pour des raisons familiales. Finalement, il est rappelé en cours de compétition en remplacement de Temo Mayanavanua blessé. Il ne joue toutefois aucun match.

## Palmarès

### En club
- Vainqueur de la finale d'accession de Pro D2 en 2015 avec le SU Agen.

### En équipe nationale
- Vainqueur de la Coupe des nations du Pacifique en 2013, 2015, 2016, 2017 et 2018.

## Statistiques internationales
- 42 sélections avec les Fidji entre 2012 et 2022.
- 15 points (3 essais)
- Sélections par année : 2 en 2012, 6 en 2013, 5 en 2014, 5 en 2015, 4 en 2016, 6 en 2017, 2 en 2018, 6 en 2019, 3 en 2021, 4 en 2022.

- Participations à la Coupe du monde en  2015 (2 matchs) et 2019 (3 matchs).